# Scalenghe
Scalenghe (Scalenghe in piemontese) è un comune italiano di 3 208 abitanti della città metropolitana di Torino, in Piemonte. 

## Geografia fisica
Scalenghe è ubicato a sud-ovest di Torino, nell'area che gravita su Pinerolo: si trova a circa 30 chilometri a sud-ovest da Torino ed a circa 15 da Pinerolo.
Appartiene alla pianura alluvionale conosciuta come Basso Pinerolese, a circa dieci km in linea d'aria dalle prime propaggini alpine delle Alpi Cozie. Il suo territorio comunale non è bagnato da alcun corso d'acqua rilevante, ma negli immediati intorni si trovano i tracciati dei torrenti Lemina, Pellice, Chisone e Chisola, creando una zona particolarmente ricca d'acqua e dedita all'agricoltura, caratterizzata dalla coltivazione di mais e di grano.
Dal punto di vista dello sviluppo urbano, Scalenghe è suddiviso in più borgate:
- il capoluogo, che dà il nome all'intero comune, sviluppatasi all'intersezione delle strade in direzione Torino e Pinerolo, rispettivamente distinte quali strade provinciali 139 e 146
- la frazione Pieve, posta a circa un km a nord del capoluogo, con il quale forma ormai un unico agglomerato urbano, unito sia dalla strada provinciale 139 che dalla tracciato ferroviario che collegava Airasca a Saluzzo, ora dismesso e trasformato in pista ciclabile
- la frazione Viotto, a circa 6 km dal capoluogo in direzione nord-ovest, sita all'intersezione tra la strada provinciale 23 del Colle di Sestriere e la strada provinciale 146
- la frazione Murisenghi, a circa 6 km dal capoluogo in direzione nord-ovest, a breve distanza dai confini comunali con Buriasco e Pinerolo

Sul vasto territorio comunale si localizzano inoltre altre borgate minori e numerosi cascinali e case sparse.

## Storia
Il toponimo si ritrova per la prima volta nell'atto di fondazione dell'abbazia di Cavour del vescovo di Torino Landolfo nell'anno 1037, ed il medesimo presenta numerose varianti in differenti documenti nei tre secoli successivi: l'origine germanica della forma riconduce ad uno stanziamento longobardo. Di seguito i toponimi rintracciati: Scelenga (1037), Calenges, Schelenga (1041), Scalingiis (1148),
Scalengis (1229), Scalenghis (1235), Skalengiarum (1243), Scalengiis (1356), Escalengiis (1377).

### Simboli
Lo stemma del comune è stato riconosciuto con decreto del capo del governo del 16 febbraio 1943.
Si presenta troncato da una fascia diminuita di verde: nel primo d'argento, al  leone di rosso; nel secondo di rosso, alla stella d'oro a sei raggi. In alcune rappresentazioni meno recenti è ancora presente un capo di porpora, residuo del capo del Littorio attribuito all'epoca della concessione.
Il gonfalone municipale, concesso con D.P.R. del 14 febbraio 2008, è un drappo di verde con la bordatura di rosso. In precedenza il gonfalone era un drappo di azzurro.

## Monumenti e luoghi d'interesse
- Chiesa di Santa Caterina, chiesa gotica risalente al 1519 e costruita fuori dalle mura del paese. Costituisce la chiesa principale del comune di Scalenghe.
- Chiesa di Santa Maria Assunta, chiesa progettata dall'architetto G. Giacomo Plantery nel 1733 e realizzata su una pieve molto più antica (risalente al V secolo d.C.). È sita nella frazione della Pieve.
- Chiesa della Beata Vergine del Buon Rimedio, chiesa settecentesca realizzata grazie al contributo degli abitanti della piccola frazione, tra i quali la famiglia Molinero. È sita nella frazione di Viotto.
- Chiesa di San Maurizio, sita nella frazione Murisenghi.
- Chiesa di Sant'Anna, sita nella borgata Bicocca.
- Torre Civica; si tratta di una antica torre di avvistamento del paese, attraverso la quale si accedeva, tramite un ponte levatoio, all'interno del paese. Nell'Ottocento essa fu oggetto di una grande ristrutturazione, che, rialzandola, la rese il campanile della chiesa di Santa Caterina. La torre presenta elementi gotici nella parte più antica ed elementi neogotici in quella ottocentesca. Molto interessante è l'affresco dello stemma comunale che, quando viene bagnato dalla pioggia, dà alla luce un affresco raffigurante Santa Caterina.

## Società

### Evoluzione demografica
Abitanti censiti

## Infrastrutture e trasporti
Fra il 1884 e il 1986 l'abitato era servito da una stazione posta lungo la ferrovia Airasca-Saluzzo.

## Amministrazione
| Periodo | Periodo  | Primo cittadino  | Partito                             | Carica                  | Note       |
| ------- | -------- | ---------------- | ----------------------------------- | ----------------------- | ---------- |
| 2004    | 2009     | Bruno Garis      | lista civica                        | Sindaco                 |            |
| 2009    | 2014     | Bruno Garis      | lista civica                        | Sindaco                 | II mandato |
| 2014    | 2017     | Carla Peiretti   | lista civica                        | Sindaco                 |            |
| 2017    | 2018     | Giuseppe Zarcone |                                     | Commissario prefettizio |            |
| 2018    | 2023     | Alfio Borletto   | lista civica Oltre... per il comune | Sindaco                 |            |
| 2023    | in corso | Monica Pecchio   | lista civica Oltre... per il comune | Sindaco                 |            |

### Gemellaggi
- Vila
- Žlobin

## Sport
Il comune è stato scelto come sede di partenza della 12ª tappa del Giro d'Italia 2007 (Scalenghe-Briançon, 163 km), che affrontava i famosi colli alpini dell'Agnello e d'Izoard, per poi concludersi nella cittadina francese.
Il comune di Scalenghe è attraversato dalla Pista ciclabile Airasca-Villafranca (via delle Risorgive).